# Sisyrinchium scabrum
Sisyrinchium scabrum là một loài thực vật có hoa trong họ Diên vĩ. Loài này được Schltdl. & Cham. miêu tả khoa học đầu tiên năm 1831.